# 台灣兩棲爬蟲動物協會
台灣兩棲爬蟲動物協會（英語全名：Taiwan Amphibian & Reptile Association，英文縮寫為T.A.R.A.）是中華民國（台灣）的兩棲爬蟲動物使用者為推廣兩棲爬蟲動物之學術研究與生態保育，而成立的非營利之全國性社會團體，目前會址設於新北市永和區。

## 宗旨
台灣兩棲爬蟲動物協會成立於2009年2月，建立多方位多層面之交流平台，以促進對兩棲爬蟲類動物之瞭解和保育。

## 理事長簡介
- 永久榮譽理事長呂光洋
- 第一屆理事長杜銘章
- 第二屆理事長羅勝隆
- 第三屆理事長羅勝隆連任
- 第四屆理事長謝東穎
- 第五屆理事長謝東穎連任
- 第六屆理事長趙駿亞
- 第六屆理事長趙駿亞連任

## 協會的歷史
- 2008年（民國97年），9月27日創立台灣兩棲爬蟲動物協會。
- 2009年（民國98年），2月正式取得立案證書。
- 2010年（民國99年），進行第二屆理監事改選。
- 2011年（民國100年），9月14日協會會刊創刊號正式推出。
- 2012年（民國101年），進行第三屆理監事改選。

## 外部連結
- （繁體中文）台灣兩棲爬蟲動物協會 官網 （页面存档备份，存于）
- （繁體中文）台灣兩棲爬蟲動物協會 臉書 （页面存档备份，存于）
- （繁體中文）阿修羅爬蟲世界 臉書 （页面存档备份，存于）